# Parafia św. Józefa Robotnika w Wydrzy
Parafia świętego Józefa Robotnika w Wydrzy – parafia rzymskokatolicka znajdująca się w diecezji sandomierskiej w dekanacie Nowa Dęba. Erygowana została w 1972 roku przez biskupa Ignacego Tokarczuka.